# Diplocanthopoda
Diplocanthopoda är ett släkte av spindlar. Diplocanthopoda ingår i familjen hoppspindlar.
Kladogram enligt Catalogue of Life:
| Diplocanthopoda | \| \| Diplocanthopoda hatamensis \| \| \| \| \| \| Diplocanthopoda marina \| \| \| \| |
|                 | \| \| Diplocanthopoda hatamensis \| \| \| \| \| \| Diplocanthopoda marina \| \| \| \| |
|                 | Diplocanthopoda hatamensis                                                            |
|                 |                                                                                       |
|                 | Diplocanthopoda marina                                                                |
|                 |                                                                                       |